# Josep Altet i Font
Josep Altet i Font (Vendrell, abril de 1920-2003) va ser un promotor cultural català.
Havia treballat en una botiga d'electrodomèstics i durant la dècada de 1960 va ser regidor de l'ajuntament. Entre altres activitats locals va reforçar la Fira de Santa Teresa, va presidir la secció cultural del Club d'Esports Vendrell i va ser l'impulsor del Centre d'Iniciatives o Turisme (CIT). També va impulsar l'Escola Garbí i la Fundació Privada Santa Teresa. Però pel que ha estat més reconegut és per la creació de l'Associació Musical Pau Casals, promotora des dels anys seixanta, dels homenatges fets al reconeixement, memòria i homenatge al músic Pau Casals i Defilló, també nascut a la vila del Vendrell. Va impulsar la construcció de l'Escola de Música Pau Casals i l'Auditori Pau Casals. Tot això li va valdre rebre també una medalla de l'ONU i el 1999 va rebre la Creu de Sant Jordi.